# بات غلوفر
بات غلوفر (بالإنجليزية: Pat Glover)‏ (9 سبتمبر 1910 في المملكة المتحدة - 9 سبتمبر 1971 في المملكة المتحدة) هو لاعب كرة قدم بريطاني (وحمل سابقاً جنسية المملكة المتحدة لبريطانيا العظمى وأيرلندا) في مركز الهجوم. شارك مع منتخب ويلز لكرة القدم. أما مع النوادي، فقد لعب مع سوانزي سيتي وغريمسبي تاون ونادي بليموث أرجايل.

## وصلات خارجية
- بات غلوفر على موقع قاعدة بيانات كرة القدم.إي يو (الإنجليزية)
- بات غلوفر على موقع ناشيونال فوتبول تيمز (الإنجليزية)
- بات غلوفر على موقع عالم كرة القدم.نت (الإنجليزية)